# ゴードン・マクローリー
ゴードン・マクローリー（Gordon McRorie、1988年5月12日 - ）は、カナダのラグビーユニオン選手。

## プロフィール
- スコットランド出身[1]。
- ポジションはスクラムハーフ(SH)。
- 身長 178cm、体重 80kg
- カナダ代表キャップは43（2021年11月現在）でワールドカップ2015・2019のカナダ代表に選ばれた[2]。

## 略歴
2020年、ラグビー・ミラノに加入。